# Bayarjargal Agvaantseren
Bayarjargal (Bayara) Agvaantseren (Rashaant, 11 de gener de 1969) és una conservacionista mongola que ha fet campanya per salvar l'hàbitat de la pantera de les neus (Panthera uncia) en una zona del sud del desert del Gobi que s'ha convertit en un important nucli miner. Gràcies als seus reeixits esforços per crear el Tost Tosonbumba Nature Reserve de 8163 km² i per fer que les autoritats anul·lessin 37 llicències mineres, el 2019 va rebre el Premi Mediambiental Goldman.

## Biografia
Nascuda l'11 de gener de 1969 a Rashaant, província de Khövsgöl (Mongòlia), Bayarjargal Agvaantseren va treballar des de principis de la dècada del 1990 com a professora i traductora d'idiomes, especialitzada en anglès i rus. El 1997, interessada en l'entorn local, va passar l'estiu traduint un estudi de recerca per al Snow Leopard Trust. Des de 1997, ha dedicat la seva carrera a salvar panteres de les neus i ajudar a sostenir famílies rurals. El 1997 va ser nomenada responsable de programa per a Snow Leopard Enterprises, càrrec que va ocupar fins al 2007 quan es va incorporar a Snow Leopard Trust com a directora de programes de Mongòlia. Conscient de les dificultats a les que s'enfronten els ramaders locals i les seves famílies, aquell any va fundar la Snow Leopard Conservation Foundation (Fundació per a la conservació de la pantera de les neus), una ONG dissenyada per ajudar a les dones rurals a crear i vendre les seves valuoses manualitats alhora que es va conscienciar de la necessitat de conservar la pantera de les neus.
El 2009, en adonar-se que els seus esforços cap a la conservació de la regió del Tost estaven amenaçats pels interessos miners, va començar a centrar la seva atenció en les iniciatives polítiques, mobilitzant la comunitat local per fer una campanya per a la protecció del paisatge i els seus lleopards. Els seus esforços van continuar any rere any, portant finalment el parlament mongol a designar les muntanyes del Tost com a àrea protegida per l'Estat el 2016, ja que el 80% dels seus diputats van votar a favor de la proposta. Actualment coneguda com a Reserva Natural de Tost Tosonbumba, des de llavors s'han cancel·lat totes les llicències mineres de la zona.

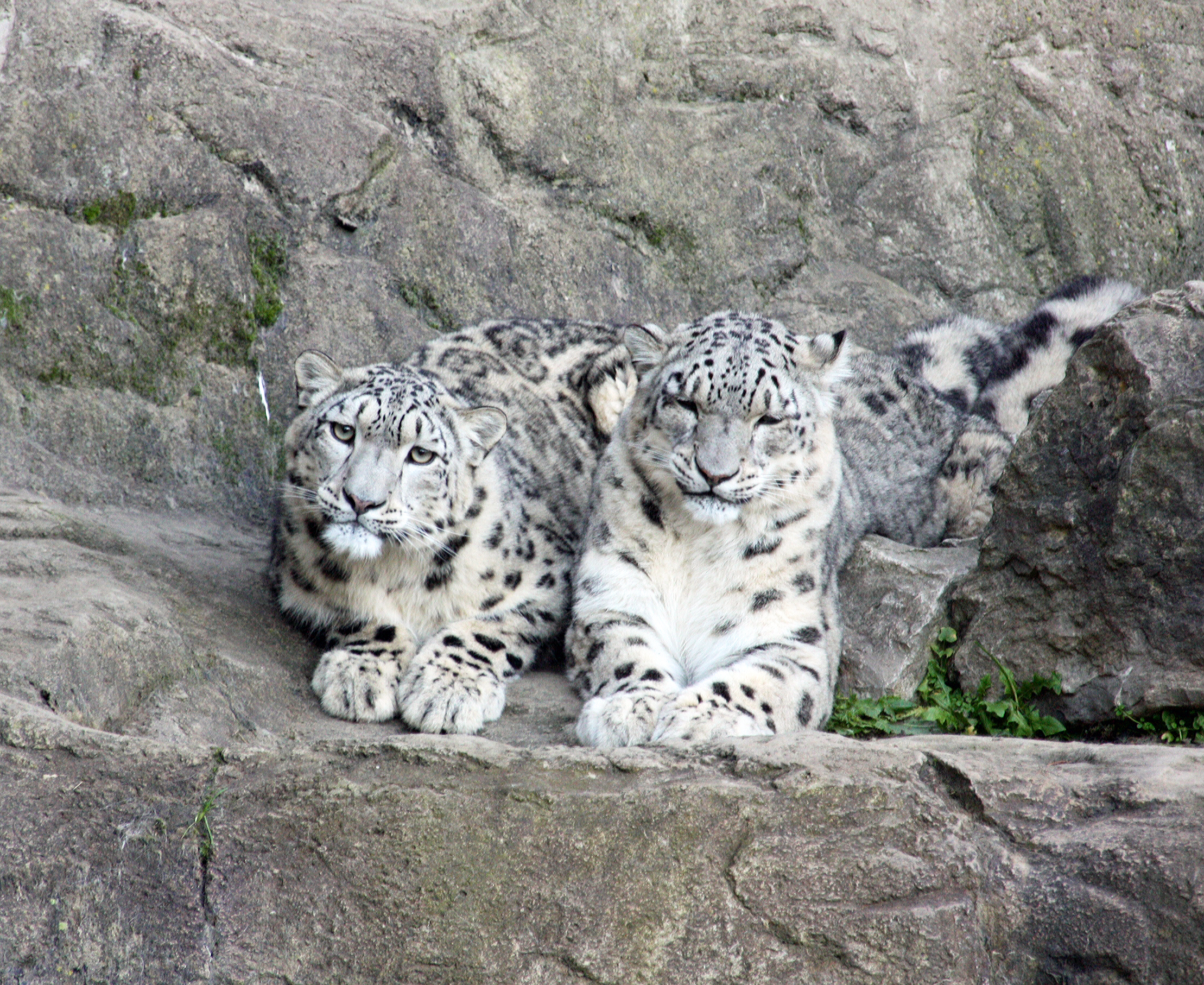
Pantera de les neus (Panthera uncia)
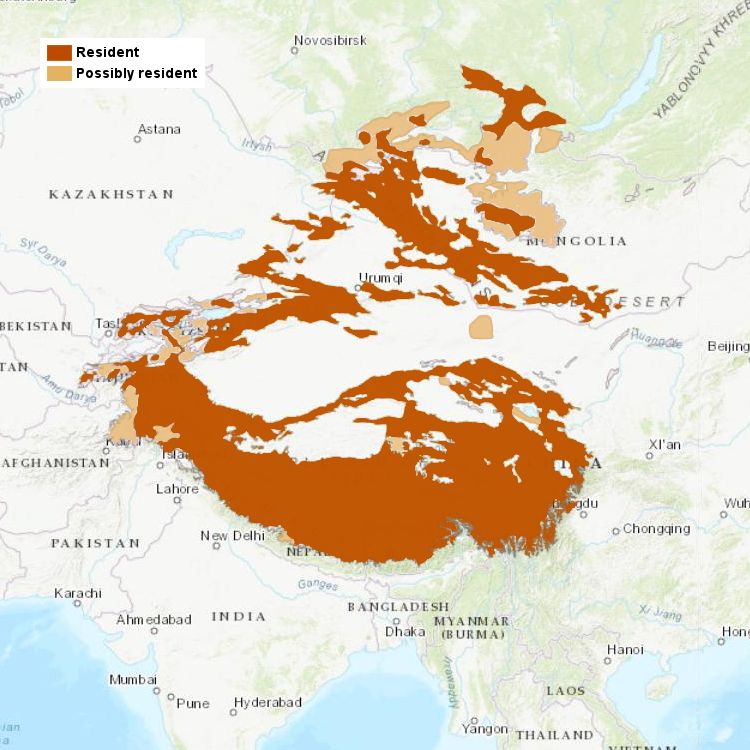
Hàbitat de la pantera de les neus
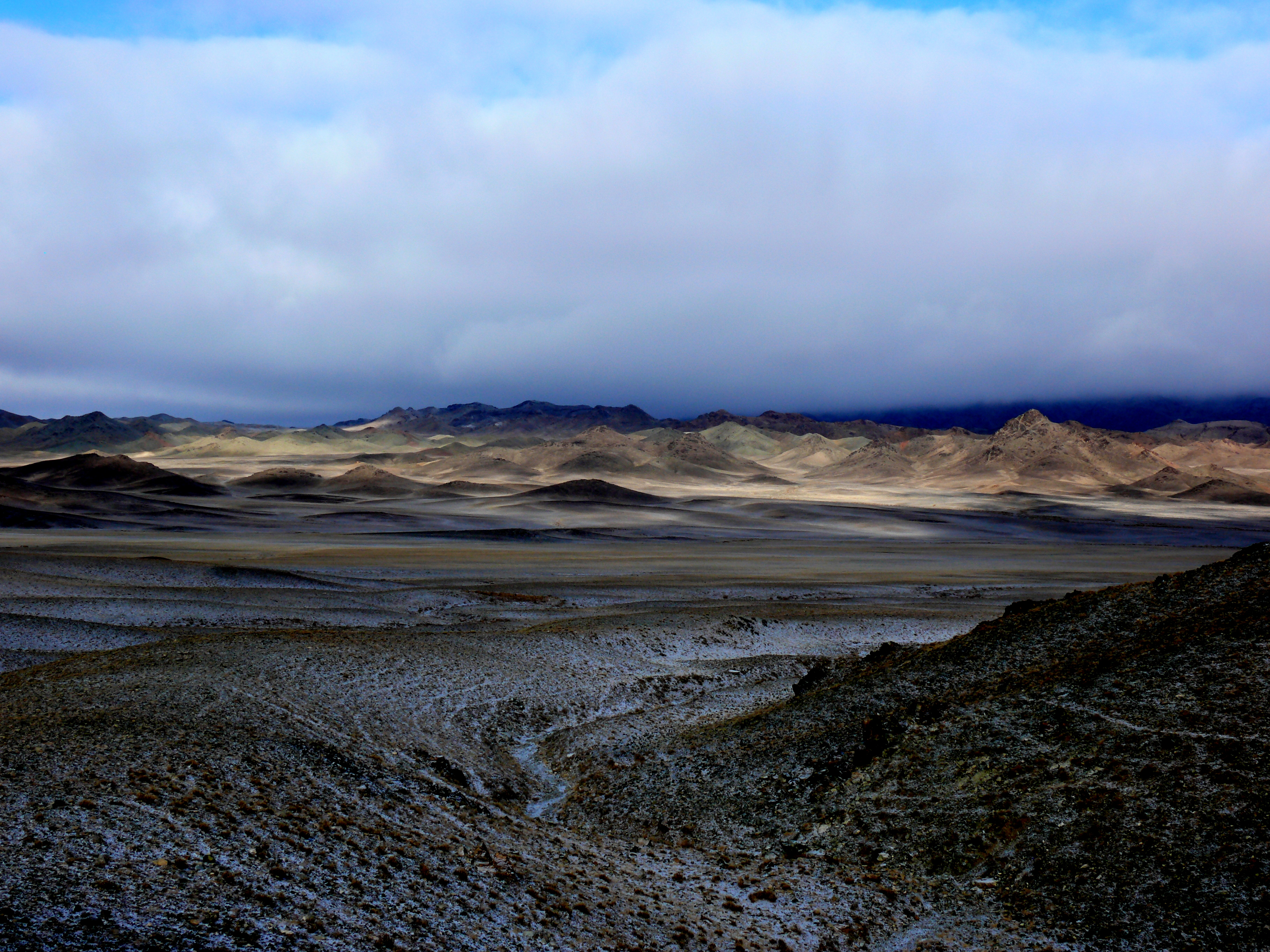
Paisatge de la regió de Tost

Gràcies als seus esforços per protegir l'hàbitat al Tost de la pantera de les neus i la vida de les famílies locals, l'abril del 2019 va ser una de les sis ecologistes d'arreu del món que va rebre el Premi Mediambiental Goldman.